# Mode Noclip
Cet article concerne le fait de passer à travers les murs. Pour le studio de documentaires vidéoludiques, voir Noclip.
 (février 2022).
Si vous disposez d'ouvrages ou d'articles de référence ou si vous connaissez des sites web de qualité traitant du thème abordé ici, merci de compléter l'article en donnant les références utiles à sa vérifiabilité et en les liant à la section « Notes et références ».
Le mode Noclip, dans de nombreux jeux vidéo, parfois francisé en mode passe muraille, est un code qui place le personnage du joueur dans une sorte d'état « éthéré », lui permettant de « flotter » à travers les murs, les plafonds, les sols voire les autres entités (personnages ou objets pouvant interagir avec le joueur). Il est souvent utilisé comme cheat.
Il est aussi implémenté sous d'autres noms dans des jeux vidéo comme Minecraft sous le nom de « mode spectateur ».

## Description
Le terme a été popularisé par les jeux d'Id Software dans les années 1990 et dérive de la commande traditionnellement utilisé pour activer le mode : en tapant « noclip » dans la console des jeux PC. Le cheat a été banalisé, notamment dans les jeux de tir à la première personne, comme Quake ou Garry' Mod, et dans les scroller games comme Sonic the Hedgehog. Il est néanmoins possible de se Noclip dans certains jeux si l’on est l’administrateur d’un serveur. Le premier exemple de code « Noclip » vient probablement de la série d'Id Software, Commander Keen.
Le mode Noclip et ses dérivés proviennent souvent du moyen par lequel les développeurs testent leurs jeux. Si une nouvelle caractéristique est implémenté dans le jeu mais nécessite de jouer pour savoir si elle fonctionne, le noclip permet au développeur de gagner du temps en évitant la mort et en traversant rapidement les obstacles pour se rendre vers la partie du niveau qui l'intéresse.